# Araneus doenitzellus
Araneus doenitzellus är en spindelart som först beskrevs av Embrik Strand 1906.  Araneus doenitzellus ingår i släktet Araneus och familjen hjulspindlar. Inga underarter finns listade i Catalogue of Life.